# Кубань (телерадиокомпания, территориальное отделение)

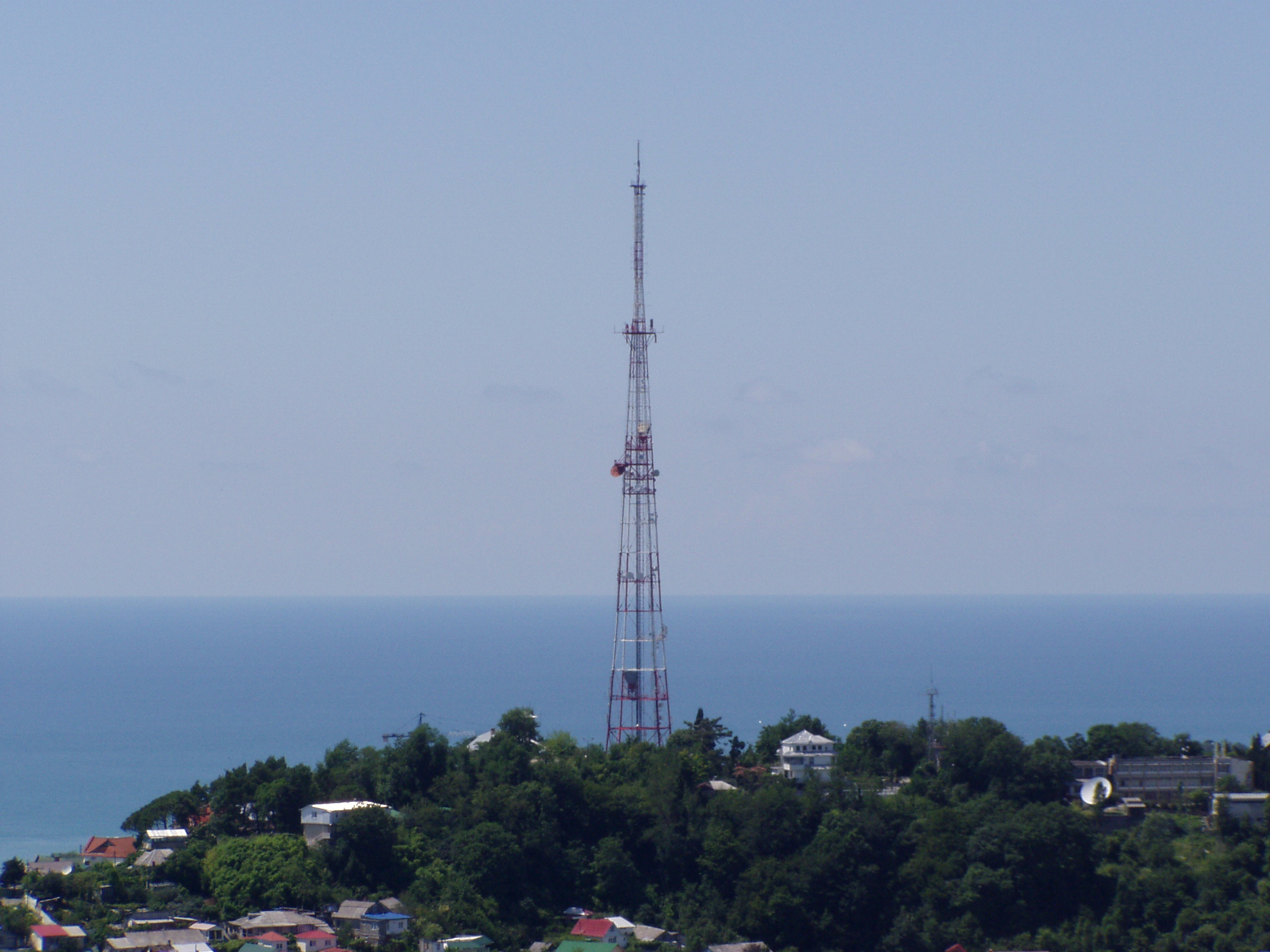
Телевизионная башня в Сочи

Филиал ВГТРК «Государственная телевизионная и радиовещательная компания «Сочи» Основные направления деятельности: производство информационных выпусков «Вести Сочи» на телеканалах «Россия 1», «Россия 24» и радиоканалах «Радио России», «Маяк», «Вести FM» в г. Сочи; обеспечение федеральных телеканалов ВГТРК («Россия 1», «Россия К», «Россия 24») видеоматериалами из г. Сочи; поддержка проектов ВГТРК в г. Сочи.

## Персоналии
- Директор филиала Дмитрий Мозолюк
- Заместитель директора филиала - начальник службы информационных программ телевидения и радиовещания Андрей Суриков

## История
Сочинская студия телевидения и радиовещания Государственного комитета по радиовещанию и телевидению при Совете Министров СССР была образована в 1959 году на основании Постановления Совета Министров РСФСР № 910 от 19.07.1955 г. и решения Краснодарского крайисполкома № 362 от 09.06.1959 г. Специально для телевещания на все районы города на горе Батарейка (100 м над ур.м.) была построена телевизионная башня (ул. Альпийская,1-а) высотой 180 м, ныне принадлежащая федеральной компании РТРС. Благодаря ей стало возможно вещание на Черноморском побережье Кавказа от Туапсе до Пицунды.
Регулярное вещание началось 5 мая 1959 года.
В 1961 году сигнал первой программы центрального телевидения СССР начал распространяться в Сочи, для вещания Сочинской студии был введен в работу отдельный передатчик, вещание стало двухпрограммным. 12 сентября 1970 года по радиорелейной линии началась пробная трансляция сигнала второй программы Центрального телевидения СССР: вещание на второй программе стало совместным.
Сочинской студия телевидения и радиовещания готовила и проводила собственные теле-радиопередачи: общественно-политические, образовательные, детские, музыкальные. В эфире демонстрировались телеспектакли, художественные и мультипликационные фильмы.
Активное техническое переоснащение Сочинского телевидения началось с 1975 года : первая цветная передвижная телевизионная станция «Лотос» вступила в эксплуатацию в апреле 1977 года, этом же году начала работу цветная телекинопроекционная аппаратная, после установки цветной проявочной машины вещание стало полностью цветным.
В 1980 году в городе Шяуляе была получена новая ПТС «Магнолия-80», с которой группа технических специалистов Сочинского радиотелецентра приняла участие в проведении телевизионных трансляций с XXII Олимпийских Игр в Москве.
В 1992 году на основании приказа Министерства печати и массовой информации на базе Сочинской студии телевидения и радиовещания и Сочинского телерадиоцентра была создана Сочинская государственная телевизионная и радиовещательная компания.
В 1998 году в соответствии с Указом Президента Российской Федерации было создано ФГУП «Сочинская государственная телевизионная и радиовещательная компания», ставшее дочерним предприятием ВГТРК. В 2007 г. ФГУП «Сочинская государственная телевизионная и радиовещательная компания» реорганизовано в Территориальное отделение филиала ФГУП ВГТРК «Государственная телевизионная и радиовещательная компания „Кубань“» в г. Сочи.
В том же году на 24-й дециметровой частоте начинает вещать собственный телеканал «Сочинской государственной телевизионной и радиовещательной компании» под названием СТВ, имея в качестве сетевого партнёра сначала телеканал Культура, а затем Россия-2.
5 февраля 2014 года введен в эксплуатацию новый монтажно-аппаратный комплекс, компания начала производство в стандарте Full HD, 16 января 2017 года началось вещание в формате 16:9 в стандарте SD.
В соответствии с Постановлением Правительства Российской Федерации от 26.12.2022 г. № 2436 приказом Генерального директора ВГТРК О.Добродеева территориальное отделение филиала ВГТРК «Государственная телевизионная и радиовещательная компания «Кубань» в г. Сочи реорганизовано в филиал ВГТРК «Государственная телевизионная и радиовещательная компания «Сочи».

## Вещание
- «Россия-1» [По будням: 05:07, 05:35, 06:07, 06:35, 07:07, 07:35, 08:07, 08:35, 09:00-09:30, 09:34-09:56, 14:30-14:55, 21:05-21:20; по субботам: 08:00-08:15, 08:20-08:35; по воскресеньям: 08:00-08:35]
- «Россия-24»  [По понедельникам: 15:00-15:30, 17:30-18:00; со вторника по пятницу 17:30-18:00]
- «Радио России» [По будням: 11:10-12:00, 13:45-14:00, 17:45-18:00]
- «Радио Маяк» [По будням: 08:50, 09:50, 10:50, 11:50, 12:50, 13:50, 14:50, 15:50, 16:50, 17:50, 18:50, 19:50, 20:50]
- «Вести ФМ» [По будням: 08:57, 09:57, 10:57, 11:57, 12:57, 13:57, 14:57, 15:57, 16:57, 17:45-18:00, 18:57, 19:57, 20:57]

## Адрес
- 354000 Россия, Краснодарский край, Сочи, ул. Театральная, 11-а